# 萨特本
是2023年上映的英美合拍心理驚悚劇情片，由艾莫芮德·芬諾执导、编剧，貝瑞·柯根、雅各·艾洛迪、裴淳华、理查·E·格蘭特、艾莉森·奥利弗、阿奇·马德奎、嘉莉·慕萊根等主演，讲述2000年代中旬，一位年轻的大学生对名门望族，但家人举止古怪的同学痴狂。
电影全球首映礼于2023年8月31日在特柳赖德电影节举行，2023年11月17日在英国上映，美国同步有限上映，2023年11月22日扩大公映。电影获得影评人普遍好评，其中艾莫芮德·芬諾的导演及编剧工作、貝瑞·柯根和裴淳华的表演、布景及摄影受到认可。

## 梗概
就读于牛津大学的奥利弗·桂格受出身贵族的同学费利克斯·卡顿之邀，到自家位于“Saltburn”的大庄园过暑假，桂格被卡顿一家奢华的生活所震撼，尽管卡顿的家人举止有些古怪。

## 演员
- 貝瑞·柯根 饰 奥利弗·桂格（Oliver Quick）
- 雅各·艾洛迪 饰 费利克斯·卡顿（Felix Catton）
- 裴淳华 饰 埃丝贝斯·卡顿（Elsbeth Catton），费利克斯的母亲
- 理查·E·格蘭特 饰 詹姆斯·卡顿爵士（Sir James Catton），费利克斯的父亲
- 艾莉森·奥利弗（英语：Alison Oliver） 饰 维妮西亚·卡顿（Venetia Catton），费利克斯的姐姐／妹妹
- 阿奇·马德奎（英语：Archie Madekwe） 饰 法利·斯达（Farleigh Start），费利克斯的表哥／表弟
- 嘉莉·慕萊根 饰 “可怜的亲爱的”的帕梅拉（"Poor Dear" Pamela）
- 保罗·莱斯（英语：Paul Rhys） 饰 管家邓肯（Duncan）
- 洛莉·阿德福普（英语：Lolly Adefope） 饰 达芙妮夫人（Lady Daphne）
- 伊旺·米切爾 饰 迈克尔·加维（Michael Gavey）
- 萨迪·索沃罗尔（Sadie Soverall）饰 安娜贝尔（Annabel）
- 米莉·肯特（Millie Kent）饰 印蒂雅（India）
- 里斯·谢尔史密斯 饰 韦尔教授（Professor Ware）

## 制作
《萨特本》是艾莫芮德·芬諾继2020年《前程似锦的女孩》之后执导的第二部电影。2022年1月，汤姆·阿克利与瑪歌·羅比旗下的幸运卓别娱乐进行制片谈判，双方此前曾在《前程似锦的女孩》中有过合作。同年5月，阿克利、罗比与乔西·麦克纳马拉确认出任制片人，裴淳华、雅各·艾洛迪和貝瑞·柯根加盟剧组。至12月，《前程似锦的女孩》主演嘉莉·慕萊根据报加盟剧组。
编剧过程中，芬諾希望与不被喜爱的人群共情，称“那些我们无法忍受的人，那些令人憎恶的人，如果我们能爱他们，如果我们能爱上这些人，如果我们能理解为什么这群人如此诱人，如果我们也想成为那样的人，那就会产生非常有趣的化学效果，即便这当中有显而易见的残酷和不公平，也有几分点奇怪”。芬諾表示自己一直以来都想创作以英格蘭鄉村別墅为背景的电影和著作，她把电影故事发生的时间设置在2006年，通过将时间点设在不太久远的过去，“让事情的魅力实打实地消除掉”。
电影由萊納斯·桑德格倫担任摄影指导，2022年7月16日开拍。电影采用1.33:1的画幅，芬諾表示这能营造出一种“偷瞄”的感觉。
芬諾没有把取景地设置在观众耳熟能详的庄园，而且自始至终在一个地点拍摄整部电影，让拍摄与剧情相统一：“在我看来有一点很重要，就是我们所有人都在那里，用一种带有夏天感觉的方式来拍摄这部电影，这种感觉让大家都失去理智。我不喜欢来回打包东西，再去别的地方。”这种安排也省去了后期阶段需要对不同地点拍摄场景进行调整的麻烦。而芬諾的安排取得成功，整个拍摄工作都在英国北安普敦郡德雷顿别墅展开，这座别墅从来没被用来拍戏，之后可能也不会再次用来拍戏，因为剧组与别墅方面签订协议，其中一条是任何人不得透露别墅地点及屋主身份。虽然整座别墅很奢华，演员们还是在拍摄过程中深入了解房屋的内部装潢。

## 发行
电影全球首映礼于2023年8月31日在特柳赖德电影节举行，10月4日在第67届伦敦电影节放映。影片定于2023年11月17日在美国有限上映，2023年11月22日扩大公映，由亚马逊米高梅工作室发行负责发行。电影原计划在2023年11月24日上映，后来因在特柳赖德电影节的首映活动获得普遍好评，被认为有望在影獎季获奖，故提前一周上映。华纳兄弟影业负责海外发行工作，定于11月17日在英国上映。

## 反响
根据評論匯總网站爛番茄汇总的44篇评论文章，82%的评论家给予该作正面评价，平均打分为7.6分（满分10分）。该网站总结的评论家共识是“艾莫芮德·芬諾的《萨特本》充满糖果气息，味道浓郁，是一种放荡的感官刺激，对大多数人来说都是振奋人心的。”在Metacritic上，17位影評人共給予了62分的分數（滿分100分），這部電影獲得了「普遍好評」。